# Zine

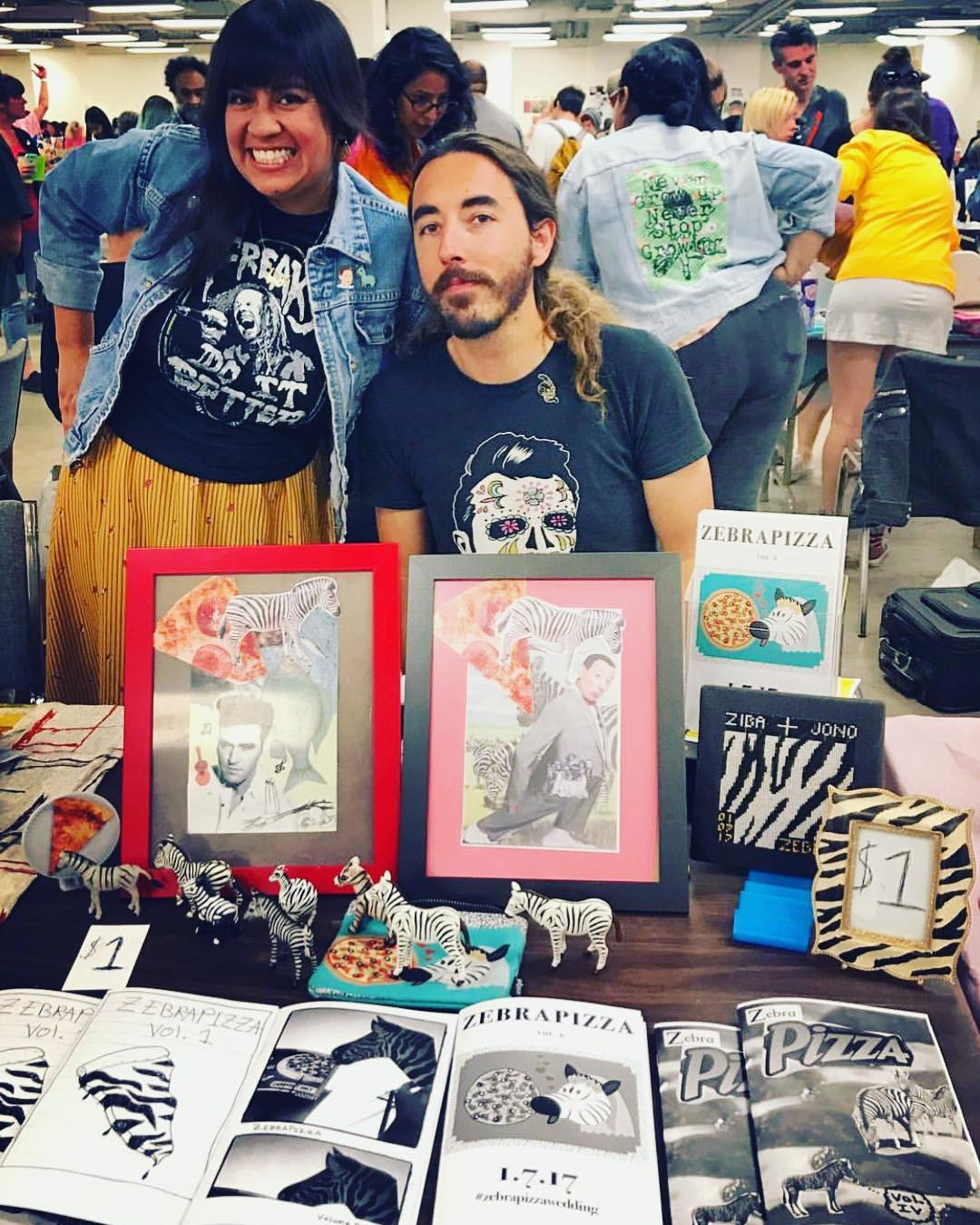
Zebrapizza a Los Angeles Zinefest nel 2017

La zine è una rivista generalmente di scarsa distribuzione e spesso prodotta da dilettanti che, pur essendo esperti nella materia di cui tratta la rivista, lo fanno per hobby. Alcune sono scritte da volontari e i curatori non modificano il contenuto nel caso di eventuali errori non-tecnici. Ciò significa che il linguaggio può essere un po' difficile per chi non è abituato a questo tipo di letture. Trattano temi diversi e illustrano diverse opinioni, siano esse concordi o contrastanti, in quanto non devono curarsi degli abbonati e della pubblicità.
Le zine sono comunemente definite entro una tiratura di 1.000 o meno copie;  tuttavia, molte zine sono prodotte in edizioni inferiori a 100. Tra le varie intenzioni per la creazione e la pubblicazione vi sono lo sviluppo della propria identità, la condivisione di un'abilità o arte di nicchia o lo sviluppo di una storia, in contrapposizione alla ricerca del profitto. Le zine hanno svolto un ruolo significativo come mezzo di comunicazione in varie sottoculture e spesso traggono ispirazione da una filosofia "fai da te" che ignora le convenzioni tradizionali del design professionale e delle case editrici, proponendo un contributo alternativo, sicuro e consapevole di sé. Le zine scritte a mano, o zine al carbonio, sono realizzate individualmente, sottolineando una connessione personale tra creatore e lettore, trasformando comunità immaginate in comunità incarnate. 
Storicamente, le zine hanno offerto una comunità a individui o gruppi socialmente isolati attraverso la capacità di esprimere e perseguire idee e argomenti comuni. Per questo motivo, le zine hanno un valore culturale e accademico come tracce tangibili di comunità marginali, molte delle quali sono altrimenti poco documentate. Le zine offrono ai gruppi di minoranza l'opportunità di esprimere la propria opinione, sia con altri membri delle proprie comunità che con un pubblico più vasto. Ciò si è riflesso nella creazione di archivi di zine e nella programmazione correlata in istituzioni tradizionali come il museo Tate e la British Library. 
Scritti in una varietà di formati, dal testo desktop publishing ai fumetti, collage e storie, le zine coprono argomenti ampi tra cui fanfiction, politica, poesia, arte e design, diari personali, teoria sociale, femminismo intersezionale, ossessione per un singolo argomento o contenuti sessuali sufficientemente al di fuori del mainstream da essere proibitivi per l'inclusione nei media più tradizionali (un esempio di quest'ultimo è Straight to Hell di Boyd McDonald, che ha raggiunto una tiratura di 20.000 copie.).

## Storia

### Panoramica e origini

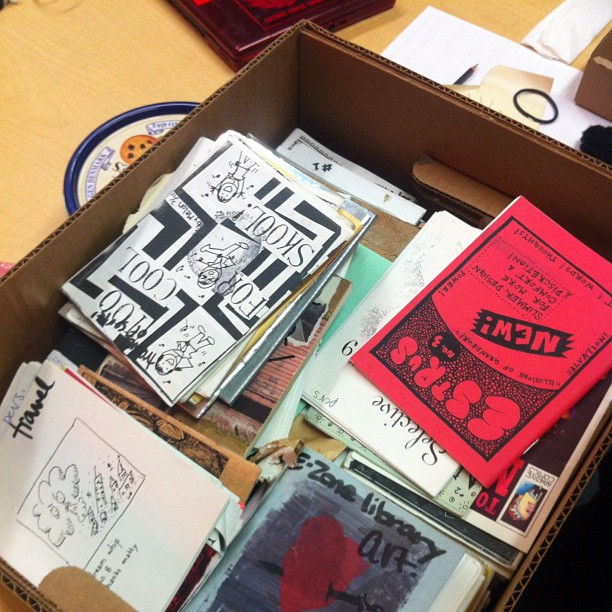
Una scatola di zine

I dissidenti, i gruppi sottorappresentati e marginalizzati hanno pubblicato le proprie opinioni in forma di volantini e opuscoli da quando è stata disponibile questa tecnologia. Il concetto di zine può essere ricondotto al movimento della stampa amatoriale della fine del XIX e dell'inizio del XX secolo, che a sua volta si sarebbe intersecato con le riviste letterarie nere durante l'Harlem Renaissance e la sottocultura del fandom di fantascienza negli anni '30. Lo stile grafico popolare associato alle zine è influenzato artisticamente e politicamente dalle sottoculture di Dada, Fluxus, Surrealismo e Situazionismo.
La discendenza delle zine potrebbe risalire all'opuscolo Common Sense di Thomas Paine del 1776, eccezionalmente popolare, alla rivista letteraria di Benjamin Franklin per i pazienti psichiatrici di un ospedale della Pennsylvania e a The Dial (1840–44) di Margaret Fuller e Ralph Waldo Emerson.
Le zine hanno avuto una rinascita nella cultura pop nel marzo 2021 con l'uscita del film diretto da Amy Poehler Moxie, distribuito da Netflix, che racconta la storia di una studentessa delle superiori di 16 anni che avvia una zine femminista per dare potere alle giovani donne della sua scuola. 

## Anni '20

### "Piccole riviste" durante la Rinascita di Harlem
Negli anni '20, durante l'Harlem Renaissance, un gruppo di creativi neri di Harlem diede vita a una rivista letteraria "per esprimerci meglio liberamente e indipendentemente, senza interferenze da parte di vecchie teste, bianche o [nere]". Ciò portò alla creazione di una "piccola rivista" intitolata Fire!!.
"Piccola rivista" ("little magazine") è un genere di rivista costituito da "lavori artistici che per ragioni di convenienza commerciale non sono accettabili per i periodici o le case editrici orientate al denaro", secondo uno studio del 1942 di Frederick J. Hoffman, un professore di inglese. 
Fu pubblicato solo un numero di Fire!!, ma questo ispirò la creazione di altre "piccole riviste" da parte di autori neri. I contributi di scrittori, artisti e attivisti neri al movimento delle zine sono spesso trascurati, in parte "perché avevano tirature così limitate ed erano guidati da un singolo o piccolo gruppo di individui". 

## Anni '30-'60 e fantascienza

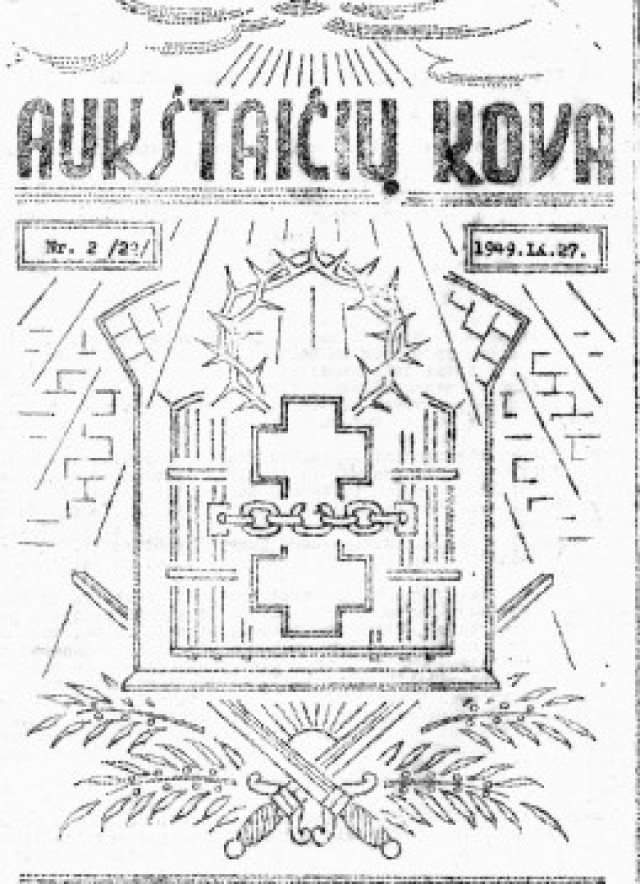
Aukštaičių kova (La Lotta degli Aukštaitiani) - una zine pubblicata dai partigiani lituani, 1949.

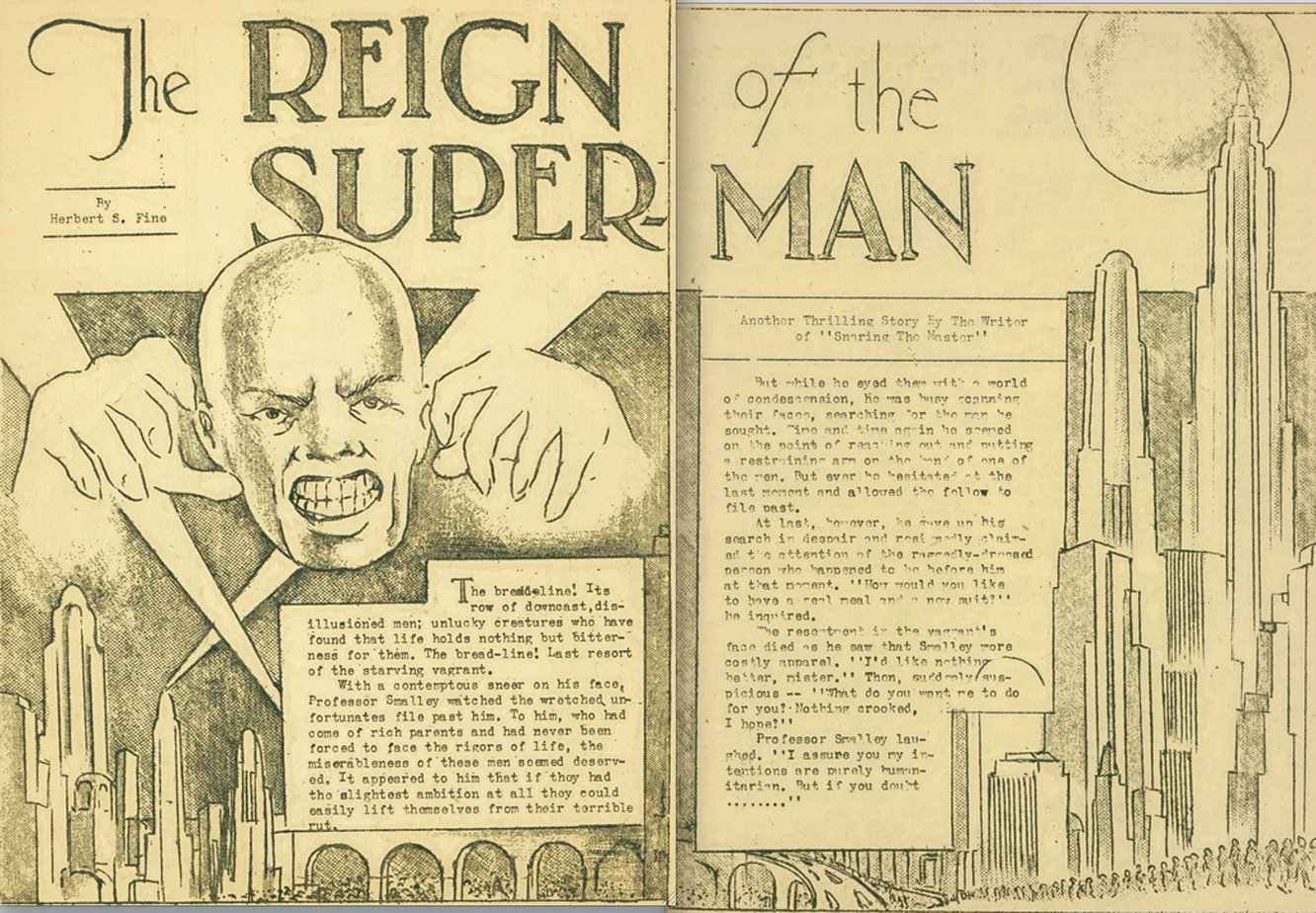
"The Reign of the Superman", un racconto breve tratto dalla zine Science Fiction: The Advance Guard of Future Civilization del 1933, che portò alla creazione dell'eroe dei fumetti Superman.

Durante e dopo la Grande Depressione, i redattori delle riviste di fantascienza "pulp" divennero sempre più frustrati dalle lettere che descrivevano in dettaglio le impossibilità delle loro storie di fantascienza. Nel tempo iniziarono a pubblicare queste lettere eccessivamente scrupolose, complete dei loro indirizzi di ritorno. Hugo Gernsback pubblicò la prima rivista di fantascienza, Amazing Stories nel 1926. Nel gennaio 1927, Gernsback introdusse una grande colonna di lettere che stampava gli indirizzi dei lettori, consentendo loro di scriversi a vicenda; fu da questa mailing list che iniziarono le fanzine di fantascienza dei fan. I fan iniziarono anche a scriversi non solo di fantascienza ma del fandom stesso, dando origine alle perzine (ossia le zine scritte sulle proprie esperienze personali, opinioni e osservazioni). Le fanzine di fantascienza variano nel contenuto, dai racconti brevi ai resoconti delle convention alle fanfiction, che furono una delle prime incarnazioni della fanzine e influenzarono le pubblicazioni successive. "Zinesters" (ossia creatori di zine) come Lisa Ben e Jim Kepner hanno affinato il loro talento nel fandom della fantascienza prima di affrontare i diritti degli omosessuali, creando zine come "Vice Versa" e "ONE" che traevano idee di networking e distribuzione dalle loro radici nella fantascienza. Un certo numero di importanti autori di fantascienza e fantasy sono saliti di grado nel fandom, creando "pro-zine" come Frederik Pohl e Isaac Asimov. La prima fanzine di fantascienza, The Comet, è stata pubblicata nel 1930 dallo Science Correspondence Club di Chicago e curata da Raymond A. Palmer e Walter Dennis. La prima versione di Superman (un cattivo calvo) è apparsa nel terzo numero della fanzine Science Fiction di Jerry Siegel e Joe Shuster del 1933. 

### Star Trek
La prima fanzine sui media fu una pubblicazione per fan di Star Trek chiamata Spockanalia, pubblicata nel settembre 1967 dai membri dei Lunarians. Alcuni dei primi esempi di fandom accademico furono scritti su fanzine di Star Trek, in particolare le fanzine slash K/S (Kirk/Spock), che presentavano una relazione gay tra i due. L'autrice Joanna Russ scrisse nella sua analisi del 1985 delle fanzine K/S che il fandom slash all'epoca era composto da circa 500 fan principali ed era al 100% femminile. 
"K/S non parla solo della mia condizione. È scritto in Femminile. Non lo intendo letteralmente, ovviamente. Ciò che intendo è che posso leggerlo senza tradurlo dal mondo consensuale e pubblico, che è sessista e indifferente alle donne in sé, e riuscendo a dargli un senso per me e la mia condizione." 
Russ osservò che mentre i fan della fantascienza guardavano dall'alto in basso i fan di Star Trek, questi ultimi guardavano dall'alto in basso gli scrittori di K/S. Le fanzine di Kirk/Spock contenevano fanfiction, illustrazioni e poesie create dai fan. Le fanzine venivano poi inviate ai fan tramite una mailing list o vendute alle convention. Molte avevano alti valori di produzione e alcune venivano vendute alle aste delle convention per centinaia di dollari. 

### JanuseAurora
Janus, in seguito chiamata Aurora, era una zine femminista di fantascienza creata da Janice Bogstad e Jeanne Gomoll nel 1975. Conteneva racconti, saggi e recensioni di film. Tra i suoi collaboratori c'erano autori come Octavia Butler, Joanna Russ, Samuel R. Delany e Suzette Hayden Elgin. Janus/Aurora è stata nominata per l'Hugo Award come "Miglior Fanzine" nel 1978, 1979 e 1980. Janus/Aurora è stata la zine femminista di fantascienza più importante durante la sua corsa, nonché una delle poche zine che trattavano tali contenuti.

### Fumetti
Nel 1936, David Kyle pubblicò The Fantasy World, forse la prima fanzine di fumetti. 
Malcolm Willits e Jim Bradley fondarono The Comic Collector's News nell'ottobre del 1947. Nel 1953, Bhob Stewart pubblicò The EC Fan Bulletin, che lanciò il fandom EC di fanzine imitative Entertaining Comic. Tra l'ondata di fanzine EC che seguì, la più nota fu Hoo-Hah! di Ron Parker. Nel 1960, Richard e Pat Lupoff lanciarono la loro fanzine di fantascienza e fumetti Xero e nel 1961, Alter Ego di Jerry Bails, dedicata agli eroi in costume, divenne un punto focale per il fandom dei fumetti di supereroi. 

### Horror
Garden Ghouls Gazette, un titolo horror degli anni '60 sotto la direzione di Dave Keil, poi Gary Collins, fu in seguito diretto da Frederick S. Clarke e nel 1967 divenne la rispettata rivista Cinefantastique. In seguito divenne una prozine (ossia una rivista professionale) sotto la direzione del giornalista-sceneggiatore Mark A. Altman e ha continuato come webzine. Little Shoppe of Horrors di Richard Klemensen, con un'attenzione particolare agli "Hammer Horrors", iniziò la pubblicazione nel 1972. The Black Oracle (1969-1978) di Baltimora dello scrittore diventato membro del repertorio di John Waters George Stover era una piccola zine che si è evoluta nel formato più grande Cinemacabre. Japanese Fantasy Film Journal (JFFJ) (1968–1983) di Greg Shoemaker ha trattato Godzilla della Toho e i suoi fratelli asiatici. Nel 1993 è stato pubblicato G-FAN, che ha raggiunto il suo 100° numero pubblicato regolarmente nell'autunno del 2012.

### Giochi da tavolo
Le zine specializzate in giochi da tavolo, in particolare quelle incentrate sul gioco da tavolo Diplomacy, hanno preso piede negli anni '60. Esse non solo contenevano notizie e articoli sull'hobby, ma fungevano anche da forma comune per l'organizzazione di Play by Mail. 

## Rock and roll
Diversi fan attivi nel fandom di fantascienza e fumetti hanno riconosciuto un interesse comune per la musica rock, e così nacque la fanzine rock. Paul Williams e Greg Shaw erano due di questi fan della fantascienza diventati editor di fanzine rock. Crawdaddy! (1966) di Williams e le due fanzine di Shaw basate in California, Mojo Navigator Rock and Roll News (1966) e Who Put the Bomp (1970), sono tra le prime fanzine rock più popolari.
Crawdaddy! (1966) si spostò rapidamente dalle sue radici di fanzine per diventare una delle prime "prozine" di musica rock con inserzionisti a pagamento e distribuzione in edicola. Bomp rimase una fanzine, con molti scrittori che sarebbero poi diventati importanti giornalisti musicali, tra cui Lester Bangs, Greil Marcus, Ken Barnes, Ed Ward, Dave Marsh, Mike Saunders e R. Meltzer, oltre a copertine di Jay Kinney e Bill Rotsler (entrambi veterani della fantascienza e del fandom dei fumetti). Altre fanzine rock di questo periodo includono Denim Delinquent (1971) curato da Jymn Parrett, Flash (1972) curato da Mark Shipper, Eurock Magazine (1973–1993) curato da Archie Patterson e Bam Balam scritto e pubblicato da Brian Hogg nell'East Lothian, in Scozia (1974).

## Anni '70 e punk
Le zine punk emersero come parte della sottocultura punk alla fine degli anni '70, insieme alla crescente accessibilità alle fotocopiatrici, ai software di pubblicazione e alle tecnologie di stampa domestica. Il punk divenne un genere per la classe operaia a causa della necessità economica di utilizzare metodi creativi fai da te, che trovarono eco sia nella creazione di zine che di musica punk. Le zine divennero vitali per la popolarizzazione e la diffusione del punk, diffondendosi in paesi al di fuori del Regno Unito e dell'America, come Irlanda, Indonesia e altri entro il 1977. Le zine amatoriali create dai fan giocarono un ruolo importante nella diffusione di informazioni su diverse scene (sottoculture basate su città o regioni) e band (ad esempio le fanzine britanniche come Sniffin Glue di Mark Perry e Bondage di Shane MacGowan) nell'era pre-Internet. In genere includevano recensioni di spettacoli e dischi, interviste con band, lettere e pubblicità per dischi ed etichette.
Altre fanzine del Regno Unito includevano Blam!, Bombsite, Burnt Offering, Chainsaw, New Crimes, Vague, Jamming, Artcore Fanzine, Love and Molotov Cocktails, To Hell With Poverty, New Youth, Peroxide, ENZK, Juniper beri-beri, No Cure, Communication Blur, Rox, Grim Humour, Spuno, Cool Notes e Fumes.

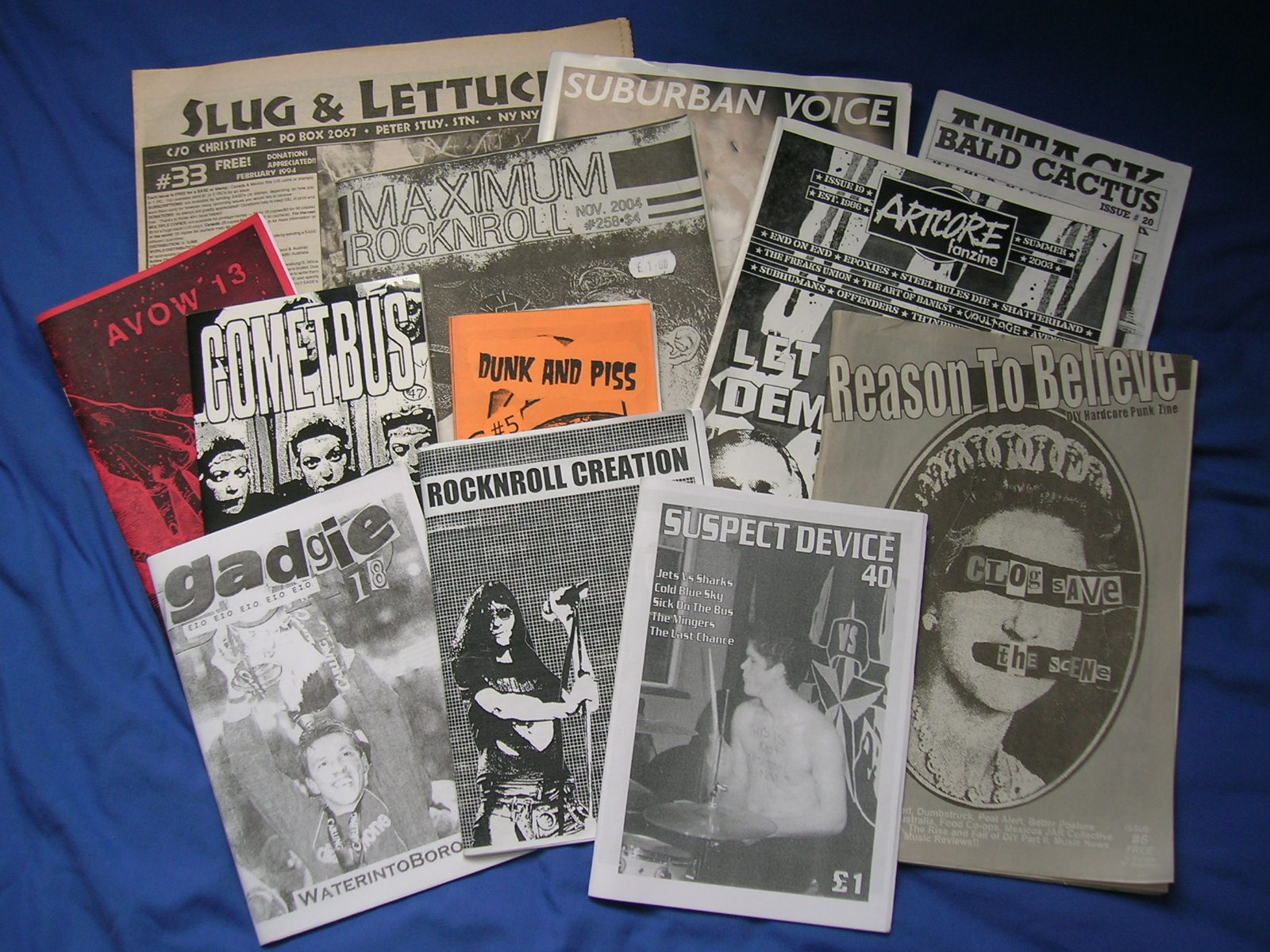
Zine britanniche e americane

Nel 1990, Maximum Rocknroll "era diventata la Bibbia de facto della scena, presentando una "visione appassionata ma dogmatica" di cosa avrebbe dovuto essere l'hardcore". HeartattaCk e Profane Existence hanno portato lo stile di vita fai da te a un livello religioso per la cultura emo, post-hardcore e crust punk. Slug and Lettuce (una zine punk gratuita fondata a State College da Christine Boarts nel 1987) è diventata una produzione internazionale di 10.000 copie. In Canada, la zine Standard Issue racconta la scena hardcore di Ottawa. La zine Cometbus è stata creata per la prima volta a Berkeley dallo zinester e musicista Aaron Cometbus. Gearhead Nation era un mensile gratuito punk stampato dai primi anni '90 al 1997 a Dublino. Alcune zine hardcore punk sono diventate disponibili online, come la zine elettronica che racconta la scena hardcore australiana, RestAssured. In Italia, Mazquerade è stata pubblicata dal 1979 al 1981 e Raw Art Fanzine dal 1995 al 2000. 
Negli Stati Uniti, Flipside (creato da Al Kowalewski, Pooch (Patrick DiPuccio), Larry Lash (Steven Shoemaker), Tory, X-8 (Sam Diaz)) e Slash (creato da Steve Samioff e Claude Bessy) furono importanti zine punk per la scena di Los Angeles, entrambe debuttate nel 1977. In quell'anno in Australia, Bruce Milne e Clinton Walker fusero le loro rispettive zine punk Plastered Press e Suicide Alley per lanciare Pulp; Milne in seguito inventò la zine in audiocassetta con Fast Forward, nel 1980. Nel Midwest americano, una zine chiamata Touch and Go descrisse la scena hardcore della zona dal 1979 al 1983. We Got Power descrisse la scena di Los Angeles dal 1981 al 1984 e includeva recensioni di spettacoli e interviste a band tra cui DOA, Misfits, Black Flag, Suicidal Tendencies e Circle Jerks. My Rules era una zine fotografica che includeva foto di spettacoli hardcore da tutti gli Stati Uniti e in Effect, lanciata nel 1988, descriveva la scena punk di New York City. Tra i titoli successivi, Maximum RocknRoll è una delle principali zine punk, con oltre 300 numeri pubblicati. Come risultato, in parte, della rinascita popolare e commerciale del punk alla fine degli anni '80, e in seguito, con la crescente popolarità di band come Sonic Youth, Nirvana, Fugazi, Bikini Kill, Green Day e The Offspring, sono apparse numerose altre zine punk, come Dagger, Profane Existence, Punk Planet, Razorcake, Slug and Lettuce, Sobriquet e Tail Spins.

## Factsheet Five
Durante gli anni '80 e oltre, Factsheet Five (il nome deriva da un racconto di John Brunner), originariamente pubblicato da Mike Gunderloy e ora defunto, catalogava e recensiva qualsiasi creazione di zine o piccola stampa inviatagli, insieme ai relativi indirizzi postali. Così facendo, costituiva un punto di contatto per creatori e lettori di zine (spesso le stesse persone). Era emerso il concetto di zine come forma d'arte distinta dalla fanzine e degli "zinester" come membri della propria sottocultura. Le zine di quest'epoca spaziavano da perzine di tutte le varietà a quelle che coprivano un assortimento di argomenti diversi e oscuri. I generi recensiti da Factsheet Five includevano quirky, medley, fringe, music, punk, grrrlz, personal, science fiction, food, humour, spirituality, politics, queer, arts & letters, comix. 

## Anni '90 e Riot Grrrl
Il movimento riot grrrl è emerso dalla sottocultura punk fai da te in tandem con l'era americana della terza ondata femminista, e ha utilizzato il metodo di sensibilizzazione dell'organizzazione e della comunicazione. In quanto documenti femministi, seguono una più lunga tradizione di autopubblicazione femminista che include scrapbooking, periodici e pubblicazioni sulla salute, consentendo alle donne di far circolare idee che altrimenti non verrebbero pubblicate. La pubblicazione americana Bikini Kill (1990) ha introdotto il Manifesto Riot Grrrl nel suo secondo numero come un modo per stabilire uno spazio. Le zinester Erika Reinstein e May Summer hanno fondato la Riot Grrrl Press per fungere da rete di distribuzione di zine che avrebbe consentito alle riot grrrls di "esprimersi e raggiungere un vasto pubblico senza dover dipendere dalla stampa mainstream". 
"PERCHÉ noi ragazze vogliamo creare dei media che parlino a NOI. Siamo stanche di boy band dopo boy band, boy zine dopo boy zine, boy punk dopo boy punk dopo boy... PERCHÉ in ogni forma di media vedo noi/me stessa schiaffeggiata, decapitata, derisa, banalizzata, spinta, ignorata, stereotipata, presa a calci, disprezzata, molestata, messa a tacere, invalidata, accoltellata, sparata, strangolata e uccisa... PERCHÉ ogni volta che prendiamo in mano una penna, o uno strumento, o facciamo qualcosa, stiamo creando la rivoluzione. NOI SIAMO la rivoluzione."
Le donne usano questo mezzo di comunicazione di base per discutere delle loro esperienze personali vissute e di temi che includono l'immagine corporea, la sessualità, le norme di genere e la violenza per esprimere rabbia e rivendicare/riconfigurare la femminilità. La studiosa e zinester Mimi Thi Nguyen nota che queste norme gravano in modo diseguale sulle riot grrrls di colore, consentendo alle riot grrrls bianche di accedere alle loro esperienze personali, un atto che di per sé avrebbe dovuto affrontare il razzismo sistemico. 
BUST - "La voce del nuovo ordine mondiale" è stata creata da Debbie Stoller, Laurie Hanzel e Marcelle Karp nel 1993 per proporre un'alternativa alle popolari riviste mainstream Cosmopolitan e Glamour. Ulteriori riviste che seguono questo percorso sono Shocking Pink (1981–82, 1987–92), Jigsaw (1988), Not Your Bitch 1989–1992 (Gypsy X, ed.) Bikini Kill (1990), Girl Germs (1990), Bamboo Girl (1995), BITCH Magazine (1996), Hip Mama (1997), Kitten Scratches (1999) e ROCKRGRL (1995–2005).
A metà degli anni '90, le zine venivano pubblicate anche su Internet come e-zine. Siti web come Gurl.com e ChickClick sono stati creati per l'insoddisfazione nei confronti dei media disponibili per le donne e per la parodia dei contenuti presenti nelle riviste per adolescenti e donne più diffuse. Sia Gurl.com che ChickClick avevano una bacheca e servizi di web hosting gratuiti, dove gli utenti potevano anche creare e contribuire con i propri contenuti, il che a sua volta creava una relazione reciproca in cui le donne potevano anche essere viste come creatrici piuttosto che consumatrici. 

### Commercializzazione
Le multinazionali hanno iniziato in epoca moderna ad appropriarsi e mercificare le zine e la cultura fai da te. Le loro finte zine hanno creato uno stile di vita hipster commercializzato. Verso la fine del decennio, gli zinester indipendenti sono stati accusati di "svendersi" per fare profitto. 

## Distribuzione e circolazione
Le zine vengono vendute, scambiate o regalate durante simposi, fiere editoriali, negozi di dischi e librerie e concerti, tramite media indipendenti, "distribuzioni" di zine, ordini per corrispondenza o tramite corrispondenza diretta con l'autore. Vengono inoltre vendute online su siti Web di distribuzione, negozi Etsy, blog o profili di social network e sono disponibili per il download. Mentre le zine sono generalmente autopubblicate, ci sono alcuni editori indipendenti specializzati in zine artistiche come Nieves Books a Zurigo, fondata da Benjamin Sommerhalder, e Café Royal Books fondata da Craig Atkinson nel 2005. In epoca moderna un certo numero di zine fotocopiate hanno raggiunto la notorietà o uno status professionale e hanno trovato ampia distribuzione in libreria e online.
Esistono molte distribuzioni di zine catalogate e basate su posta elettronica. L'operazione di distribuzione più longeva è Microcosm Publishing a Portland. Alcune altre operazioni di lunga data includono Great Worm Express Distribution a Toronto, CornDog Publishing a Ipswich, Café Royal Books a Southport, AK Press a Oakland, Missing Link Records a Melbourne e Wasted Ink Zine Distro a Phoenix. 

### Biblioteche e archivi

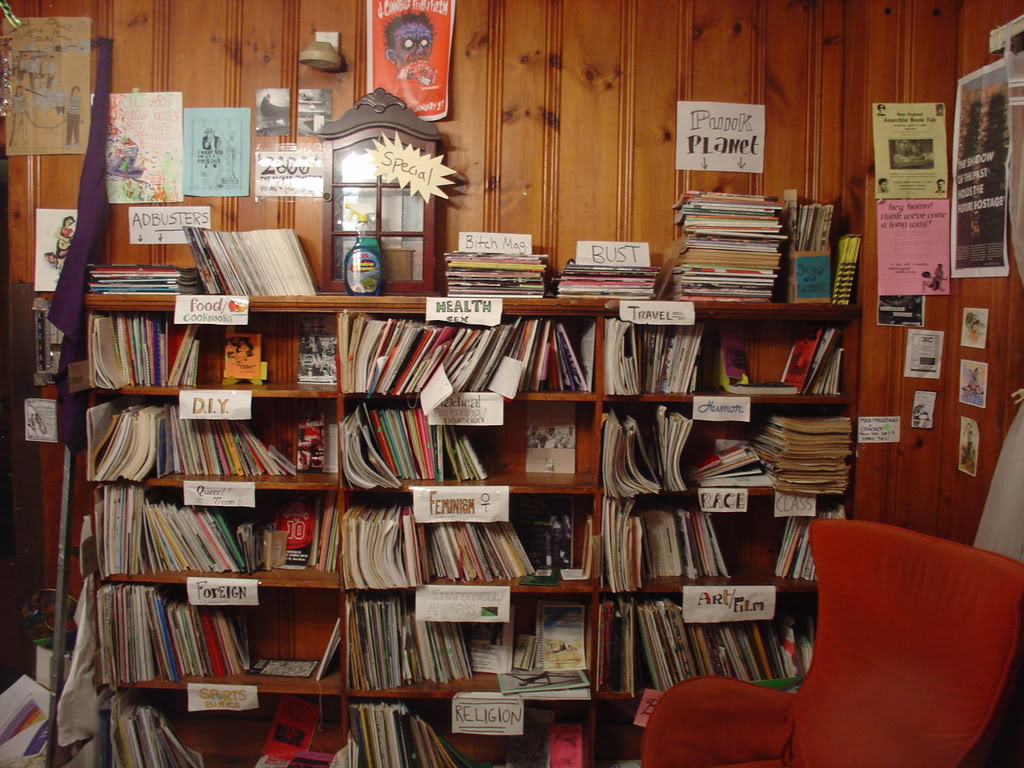
La Papercut Zine Library a Cambridge, Massachusetts

Molte importanti biblioteche pubbliche e accademiche, così come musei, pubblicano zine e altre pubblicazioni di piccole case editrici, spesso con un focus specifico (ad esempio, studi sulle donne) o pertinenti a una regione locale.
Tra le biblioteche e le istituzioni con collezioni di zine degne di nota ci sono:
- Biblioteca del Barnard College[52]
- Collezioni Speciali dell'Università dell'Iowa[53][54]
- Centro Sallie Bingham per la Storia e la Cultura delle Donne presso la Duke University[55]
- Museo Tate[56]
- British Library[57][58]
- Biblioteca Schlesinger dell'Università Harvard
- Biblioteca pubblica di Los Angeles[59]
- Biblioteca pubblica di San Francisco[60]
- Biblioteca pubblica di Jacksonville[61]
- Interference Archive
- Anchor Archive Zine Library[62]
- Toronto Zine Library[63]
- Denver Zine Library[64]

L'Indie Photobook Library, un archivio indipendente nell'area di Washington, è una vasta collezione di fotolibri e zine fotografiche datate dal 2008 al 2016 che la Beinecke Rare Book & Manuscript Library della Yale University ha acquisito nel 2016. In California, la Long Beach Public Library è stata la prima biblioteca pubblica nello Stato a iniziare a far circolare le zine per tre settimane alla volta nel 2015. Nel 2017, anche la Los Angeles Public Library ha iniziato a far circolare le zine pubblicamente ai suoi utenti. Entrambi i progetti sono stati accreditati alla bibliotecaria Ziba Zehdar, che è stata una sostenitrice della promozione della circolazione pubblica delle zine nelle biblioteche in California. 
È stato suggerito che l’adozione della cultura delle zine da parte di istituzioni potenti e prestigiose contraddice la funzione delle zine come dichiarazioni di agenzia da parte di gruppi emarginati. 

### Festival, workshop e club di zine

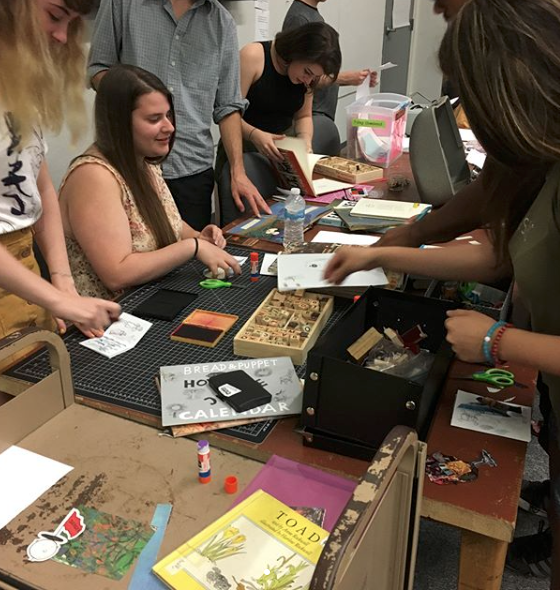
Laboratorio di zine con SUNY New Paltz Zine Community e Design Society, 2017.

C'è stata una rinascita nella cultura delle pubblicazioni alternative a partire dagli anni 2010, in tandem con l'afflusso di librerie di zine e come risultato dell'era digitale, che ha dato vita a festival di zine in tutto il mondo. Il San Francisco Zine Fest è iniziato nel 2001 e presenta fino a 200 espositori, mentre il Los Angeles Zine Fest è iniziato nel 2012 aumentando sempre più gli espositori. Questi sono considerati alcuni dei più grandi festival di zine negli Stati Uniti. 
Altri grandi festival di zine in tutto il mondo includono il San Francisco Zine Fest, il Brooklyn Zine Fest, il Chicago Zine Fest, il Feminist Zine Fest, l'Amsterdam Zine Jam e lo Sticky Zine Fair. In ogni festival di zine, lo zinester può essere il proprio distributore ed editore indipendente semplicemente stando dietro un tavolo per vendere o barattare il proprio lavoro. Nel tempo, gli zinester hanno aggiunto poster, adesivi, spille e toppe a questi eventi. In molte biblioteche, scuole e centri comunitari in tutto il mondo, gli zinester tengono riunioni per creare, condividere e tramandare l'arte di realizzare zine.

## Anni 2000 e l'effetto di Internet
Con l'avvento di Internet a metà degli anni Novanta, le zine inizialmente svanirono dalla consapevolezza pubblica; ciò è probabilmente dovuto alla capacità delle pagine web private di svolgere più o meno lo stesso ruolo di espressione personale. In effetti, molte zine furono trasformate in Webzine, come Boing Boing o monochrom. Lo standard dei metadati per la catalogazione delle zine è xZineCorex, che corrisponde a Dublin Core. I creatori di e-zine erano originariamente definiti "adottanti" a causa del loro utilizzo di caratteri e layout predefiniti, rendendo il processo meno ambiguo. Da allora, i social media, i blog e i vlog hanno adottato un modello di pubblicazione fai-da-te simile.
Nel Regno Unito Fracture e Reason To Believe erano importanti fanzine nei primi anni del 2000, entrambe chiuse a fine 2003. Rancid News colmò il vuoto lasciato da queste due fanzine per un breve periodo. Al suo decimo numero Rancid News cambiò il suo nome in Last Hours con 7 numeri pubblicati con questo titolo prima di andare in pausa. Last Hours funziona ancora come una webzine, sebbene con più attenzione al movimento antiautoritario rispetto al suo titolo originale. Artcore Fanzine è una rivista punk pubblicata per la prima volta nel gennaio 1986, che copre la musica punk e hardcore con sede nel Regno Unito tra il 1986 e il 2018 prima di trasferirsi negli Stati Uniti: viene pubblicata una o due volte l'anno e contiene interviste a nuove band, etichette e artisti. 
La zine Fucking Trans Women di Mira Bellwether, pubblicata online nel 2010 e in forma cartacea nel 2013, si è rivelata influente nel campo della sessualità transgender, ricevendo attenzione sia da parte degli studiosi che della cultura popolare. È stata descritta in Sexuality & Culture come "una guida completa alla sessualità delle donne trans" e The Mary Sue come "il gold standard nel sesso e nella masturbazione transfemminili". 
Nei primi anni del 2000, le zine contenenti fumetti avevano un fandom "fiorente". 

### Programmi televisivi
Due popolari programmi per bambini alla fine degli anni '90 e all'inizio degli anni 2000 presentavano la creazione di zine: Our Hero (2000-02) e Rocket Power - E la sfida continua... (1999-2004). Il personaggio principale di Our Hero, Kale Stiglic, racconta fatti della sua vita nella periferia di Toronto. Gli episodi sono narrati e presentati sotto forma di numeri di zine che Kale Stiglic crea, ereditando la passione per la narrazione del padre. Lo show ha vinto titoli dai Canadian Comedy Award e dai Gemini Awards durante il suo sviluppo.